# Имеретинское царство
Имерети́нское ца́рство (груз. იმერეთის სამეფო) — одно из трёх самостоятельных феодальных царств Грузии (наряду с Картли и Кахетией), образовавшихся в конце XV века, после распада единого Грузинского царства.
Столица — город Кутаиси.

## История
Изначально Имеретинское царство включало в себя большую часть исторической Западной Грузии, однако к концу XVI века от него отпали княжества Гурия, Мегрелия и Абхазия, вследствие чего царство стало ограничиваться только территорией современного региона Имеретии. По ирано-турецкому миру 1555 года Имеретинское царство было номинально подчинено османской Турции и платило дань невольниками или деньгами. История Имеретинского царства ознаменована постоянными феодальными смутами и процветанием работорговли.
Феодальные междоусобицы особенно усилились в XVII веке.
Только царю Соломону I (правил в 1752—1784 годах) удалось укрепить царскую власть. Он запретил работорговлю, а также стремился к объединению Западной Грузии. Многолетняя война Соломона I с турками ознаменовалась Хресильской победой 1757 года и военным союзом с царём Картли Ираклием II в 1758 году.
В XVIII веке имеретинские цари неоднократно обращались за помощью к России, но просьбы отклонялись во избежание осложнения отношений с Османской империей. По Кючук-Кайнарджийскому русско-турецкому договору 1774 года дань Имеретинского царства Османской империи была отменена.
25 апреля 1804 году имеретинский царь Соломон II принял покровительство России (Элазнаурский трактат), после того как 20 апреля 1804 года российский генерал от инфантерии Павел Дмитриевич Цицианов ввёл войска в Имеретию. В 1811 году Имеретинское царство было преобразовано в Имеретинскую область Российской империи.